# Tatsuya Ishikawa
Tatsuya Ishikawa (石川 竜也 Ishikawa Tatsuya?, nacido el 25 de diciembre de 1979 en Shizuoka) es un exfutbolista japonés que se desempeñaba como defensa..Actualmente es entrenador adjunto del Montedio Yamagata.

## Trayectoria

### Clubes
| Club              | País  | Año         |
| ----------------- | ----- | ----------- |
| Kashima Antlers   | Japón | 2002 - 2006 |
| Tokyo Verdy       | Japón | 2006        |
| Montedio Yamagata | Japón | 2007 - 2017 |

## Estadística de carrera

### J. League
| Club              | Año   | J. League | J. League | Copa J. League | Copa J. League | Total | Total |
| Club              | Año   | Part.     | Goles     | Part.          | Goles          | Part. | Goles |
| ----------------- | ----- | --------- | --------- | -------------- | -------------- | ----- | ----- |
| Kashima Antlers   | 2002  | 6         | 1         | 4              | 0              | 10    | 1     |
| Kashima Antlers   | 2003  | 14        | 0         | 2              | 0              | 16    | 0     |
| Kashima Antlers   | 2004  | 12        | 2         | 5              | 0              | 17    | 2     |
| Kashima Antlers   | 2005  | 10        | 0         | 4              | 0              | 14    | 0     |
| Kashima Antlers   | 2006  | 3         | 0         | 1              | 0              | 4     | 0     |
| Tokyo Verdy       | 2006  | 21        | 1         | -              | -              | 21    | 1     |
| Montedio Yamagata | 2007  | 46        | 2         | -              | -              | 46    | 2     |
| Montedio Yamagata | 2008  | 41        | 2         | -              | -              | 41    | 2     |
| Montedio Yamagata | 2009  | 31        | 0         | 4              | 0              | 35    | 0     |
| Montedio Yamagata | 2010  | 33        | 1         | 4              | 0              | 37    | 1     |
| Montedio Yamagata | 2011  | 18        | 0         | 0              | 0              | 18    | 0     |
| Montedio Yamagata | 2012  | 41        | 3         | -              | -              | 41    | 3     |
| Montedio Yamagata | 2013  | 18        | 0         | -              | -              | 18    | 0     |
| Montedio Yamagata | 2014  | 35        | 2         | -              | -              | 35    | 2     |
| Montedio Yamagata | 2015  | 34        | 0         | 3              | 0              | 37    | 0     |
| Montedio Yamagata | 2016  | 14        | 0         | -              | -              | 14    | 0     |
| Montedio Yamagata | 2017  | 7         | 0         | -              | -              | 7     | 0     |
| Total             | Total | 384       | 14        | 27             | 0              | 411   | 14    |

## Palmarés

### Títulos nacionales
| Título         | Club            | País  | Año  |
| -------------- | --------------- | ----- | ---- |
| Copa J. League | Kashima Antlers | Japón | 2002 |